# Lauterach (Austria)
Lauterach – gmina targowa w Austrii, w kraju związkowym Vorarlberg, w powiecie Bregencja. Liczy 9727 mieszkańców (1 stycznia 2015).
Na terenie gminy funkcjonowało lotnisko cywilne o nazwie Flughafen Lauterach(kod IATA: QLX; wysokość: 412 m n.p.m.; pas startowy o wymiarach 630 x 18; kierunek 10R/28L; nawierzchnia trawiasta), obecnie nieczynne
.